# رمضان (مقاطعة فسا)
رمضان (بالإنجليزية: Mazraeh-ye Ramazan Baradbar)‏ هي human-geographic territorial entity تقع في فارس في إيران.